# Ute Schall
Ute Schall (* 1947 in Buchen) ist eine deutsche Autorin.
Nach dem Abitur 1966 studierte sie Rechtspflege. Sie ist Sammlungsleiterin der vor- und frühgeschichtlichen Abteilung des Bezirksmuseums Buchen. Sie schreibt Essays über althistorische Themen, veröffentlicht Sachbücher, Biografien und historische Romane.
Ihr 2002 veröffentlichtes Buch Die Juden im Römischen Reich bezeichnete Karl Christ in der Süddeutschen Zeitung als eine „durchaus fundiert(e) Einführung“ in das Thema.

## Werke
Romane
- Ich, Julia, Tochter des Kaisers : Erinnerungen einer Verbannten. Norderstedt 2005 (BoD) ISBN 978-3-8334-2536-3
- Agrippina. Kaisermacherin – Kaisermörderin. Acabus Verlag, Hamburg 2010, ISBN 978-3-941404-57-1
- So starben die römischen Kaiser. Historische Erzählungen. Acabus Verlag, Hamburg 2013, ISBN 978-3-86282-238-6
- Kleopatra. Königin am Nil – Geliebte der Götter und Feldherren. Acabus Verlag, Hamburg 2015, ISBN 978-3-86282-034-4

Sachbücher
- Hadrian – ein Kaiser für den Frieden. Grabert, Tübingen 1986, ISBN 978-3-87847-084-7
- Augustus – Kaiser, Rächer, Komödiant. Ergon-Verlag, Pfungstadt 1990, ISBN 978-3-927960-12-1
- Marc Aurel. Der Philosoph auf dem Cäsarenthron. Bechtle, Esslingen 1991, ISBN 978-3-7628-0506-9
- Am Anfang war die Wölfin –  Frauen im alten Rom. Droste, Düsseldorf 1994, ISBN 3-7700-1017-5
- Julian Apostata. Göttersohn und Christenfeind. Verlag Ulmer Manuskripte, Albek bei Ulm 2000, ISBN 978-3-934869-11-0
- Rom – Eine Chronik der Gewalt. Verlag Ulmer Manuskripte, Albek bei Ulm 2001, ISBN 978-3-934869-14-1
- Die Juden im Römischen Reich. Pustet, Regensburg 2002, ISBN 978-3-7917-1786-9
- Herodes. König der Juden – Freund der Griechen – Verbündeter Roms. Acabus Verlag, Hamburg 2011, ISBN 978-3-941404-59-5
- Domitian. Der römische Kaiser und seine Zeit. Acabus Verlag, Hamburg 2011, ISBN 978-3-86282-034-4
- Tiberius. Grausamer Kaiser – tragischer Mensch. Acabus Verlag, Hamburg 2018, ISBN 978-3-86282-552-3
- Claudius. Der unterschätzte Kaiser und seine Zeit. Ibidem Verlag, Hannover 2020, ISBN 978-3-83827-432-4